# EGA
Enhanced Graphics Adapter (EGA) je ime za standard za grafički prikaz koji je na tržište izbacila američka tvrtka IBM 1984. godine prilikom proizvodnje računala PC-AT.

## Paleta boja
| Osnovne vrijednosti EGA palete sa 16 boja- (napravljena da se podudara s bojama u standardu CGA) | Osnovne vrijednosti EGA palete sa 16 boja- (napravljena da se podudara s bojama u standardu CGA) | Osnovne vrijednosti EGA palete sa 16 boja- (napravljena da se podudara s bojama u standardu CGA) |
| Color                                                                                            | rgbRGB                                                                                           | Decimal                                                                                          |
| ------------------------------------------------------------------------------------------------ | ------------------------------------------------------------------------------------------------ | ------------------------------------------------------------------------------------------------ |
| 0 – crna (#000000)                                                                               | 000000                                                                                           | 0                                                                                                |
| 1 – plava (#0000AA)                                                                              | 000001                                                                                           | 1                                                                                                |
| 2 – zelena (#00AA00)                                                                             | 000010                                                                                           | 2                                                                                                |
| 3 – cijan (#00AAAA)                                                                              | 000011                                                                                           | 3                                                                                                |
| 4 – crvena (#AA0000)                                                                             | 000100                                                                                           | 4                                                                                                |
| 5 – ružičasta (#AA00AA)                                                                          | 000101                                                                                           | 5                                                                                                |
| 6 – smeđa (#AA5500)                                                                              | 010100                                                                                           | 20                                                                                               |
| 7 – bijela / svijetlo siva (#AAAAAA)                                                             | 000111                                                                                           | 7                                                                                                |
| 8 – tamno siva / svijetlo crna (#555555)                                                         | 111000                                                                                           | 56                                                                                               |
| 9 – svijetlo plava (#5555FF)                                                                     | 111001                                                                                           | 57                                                                                               |
| 10 – svijetlo zelena (#55FF55)                                                                   | 111010                                                                                           | 58                                                                                               |
| 11 – svijetlo cijan (#55FFFF)                                                                    | 111011                                                                                           | 59                                                                                               |
| 12 – svijetlo crvena (#FF5555)                                                                   | 111100                                                                                           | 60                                                                                               |
| 13 – svijetlo ružičasta (#FF55FF)                                                                | 111101                                                                                           | 61                                                                                               |
| 14 – svijetlo žuta (#FFFF55)                                                                     | 111110                                                                                           | 62                                                                                               |
| 15 – svijetlo bijela (#FFFFFF)                                                                   | 111111                                                                                           | 63                                                                                               |